# Juliana Paiva
Juliana Paiva dos Santos, née le 28 mars 1993 à Rio de Janeiro, est une actrice brésilienne.

## Biographie
Née à Rio de Janeiro en 1993, Juliana Paiva est allée à Ceará en tant qu'enfant, où elle a vécu jusqu'à l'âge de 14 ans, jusqu'à son retour dans sa ville natale. À l'adolescence, elle décide de poursuivre la profession d'actrice : en 2009, elle rejoint une agence d'acteurs et fait ses débuts à la télévision. 

## Carrière
Son premier travail télévisé a été pour le réseau Rede Globo, dans la telenovela de Manoel Carlos Viver a Vida (2009), dans lequel elle a fait une brève participation en tant que Diva supermodel.
Au cinéma, elle a participé au long métrage pour adolescents Desenrolla, dont le thème central est la sexualité. Le film utilise diverses ressources, telles que la comédie et le théâtre, pour parler de la première relation sexuelle, qui dans de nombreux cas est un mystère dans la vie des jeunes. Sur scène, l'artiste a participé au montage de la pièce de jeunesse Alice y Gabriel, jouant le rôle principal. La pièce porte sur des thèmes d'actualité tels que Internet, l'amour et l'amitié. 
En 2010, l'actrice a interprété le personnage de Valquíria Spina dans la telenovela Ti Ti Ti,,. Elle a été notamment nommée pour cette interprétation pour le 13e prix  Contigo! dans la catégorie «révélationde la télévision».
En 2012, elle joue dans Cheias de Charme. Entre 2012 à 2013, elle interprète le rôle de Fatinha dans la vingtième saison de Malhação, et fait l'objet de plusieurs nominations, notamment aux prix Contigo! TV, Capricho Awards et le Prix Extra Television. 
En novembre de 2013, elle interprète une protagoniste, dans un feuilleton programmé à 19h, Além do Horizonte (Au-delà de l'horizon). 
En 2014 elle participe à Dança dos Famosos, la version brésilienne de Danse avec les stars. Il termine à la 3e place.
En 2015, elle incarne le rôle de méchant comique de Cassandra, drôle à son insu, qui veut devenir célèbre à tout prix, dans Totalmente Demais. Elle enchaîne les rôles dans des telenovela, dont O Tempo não Para en 2018.

## Filmographie
- 2009 : Viver a Vida (Rede Globo) : Diva
- 2009 : Cama de Gato (Rede Globo) : Beth
- 2010 : Ti Ti Ti  (Rede Globo) : Valquíria Spina (Val)
- 2012 : Cheias de Charme (Rede Globo) : Camila
- 2012 : Malhação (Rede Globo) : Maria de Fátima dos Prazeres (Fatinha)
- 2013 : Além do Horizonte (Rede Globo) : Alice Barcelos (Lili)
- 2014 : Dança dos Famosos (Rede Globo) : Participante (3º lugar)
- 2015 :Totalmente Demais (Rede Globo) : Sandra Regina Matoso (Cassandra)
- 2017 : A Força do Querer (Rede Globo) : Simone Garcia

- 2017 : Rúcula Com Tomate Seco (Movie) : Suzana
- 2018 : O Homem Perfeito (Movie) : Mel
- 2018 : O Tempo Não Para (Rede Globo) : Maria Marcolina Sabino Machado (Marocas)

## Nominations et récompenses
Elle a remporté un prix au Capricho Awards en 2013, et a été nommée à plusieurs reprises en 2011, 2014, 2015 et 2016.